# Specii de proprietăți fizice echivalente
Specii de proprietăți fizice echivalente sunt proprietăți fizice care aparțin aceleiași clase de echivalență definită pe o mulțime de proprietăți.

## Mulțimea proprietăților fizice și relații de echivalență
O colecție de „obiecte” bine definite care formează un sistem, adică un tot unitar, alcătuit din: corpuri, evenimente, fenomene, procese, interacțiuni, etc. alcătuiesc o mulțime {\displaystyle \scriptstyle E}. Odată definită mulțimea {\displaystyle \scriptstyle E}, obiectele care o alcătuiesc se numesc elemente și se notează de regulă prin {\displaystyle \scriptstyle x}, {\displaystyle \scriptstyle y}, {\displaystyle \scriptstyle z},...; apartenența unui obiect la mulțimea {\displaystyle \scriptstyle E} se notează prin  {\displaystyle \scriptstyle x\in E}.
Dacă elementele mulțimii se pot substitui unul altuia fără ca aceasta să conducă la vreo schimbare dintr-un anumit punct de vedere, atunci aceste elemente au o proprietate comună. Elementele care au cel puțin o proprietate comună se numesc echivalente în raport cu acea proprietate. De exemplu, dacă două corpuri aflate în vecinătate sunt iluminate identic și ele nu se pot distinge cu ochiul liber ca doua corpuri distincte, atunci corpurile au o proprietate comună, numita culoare; se spune că, în raport de proprietatea culoare, cele două elemente (corpuri) sunt echivalente. În general, două elemente  ale unei mulțimi sunt echivalente, dacă și numai dacă între ele există o relație binară care este reflexivă, simetrică și tranzitivă.
| Definiție: Se numesc proprietăți fizice echivalente acele proprietăți pentru care există o relație de echivalență dată pe mulțimea obiectelor {\displaystyle \scriptstyle E} ca o aplicație binară {\displaystyle \scriptstyle {\mathcal {R}}} , reflexivă {\displaystyle \scriptstyle (R)}, simetrică {\displaystyle \scriptstyle (S)} și tranzitivă {\displaystyle \scriptstyle (T)} |
Relația {\displaystyle \scriptstyle {\mathcal {R}}} este:
- reflexivă dacă existența ei de la elementul {\displaystyle \scriptstyle x} către el însuși nu e contradictorie.
- simetrică dacă existența ei de la {\displaystyle \scriptstyle x} spre {\displaystyle \scriptstyle y} ({\displaystyle \scriptstyle x{\mathcal {R}}y}), implică existența ei de la {\displaystyle \scriptstyle y} spre {\displaystyle \scriptstyle x} ({\displaystyle \scriptstyle x{\mathcal {R}}y}).
- tranzitivă dacă dacă existența ei de la {\displaystyle \scriptstyle x} spre {\displaystyle \scriptstyle y} ({\displaystyle \scriptstyle x{\mathcal {R}}y}) și concomitent de la {\displaystyle \scriptstyle y} spre {\displaystyle \scriptstyle z}                          ({\displaystyle \scriptstyle y{\mathcal {R}}z}), implică existența ei de la {\displaystyle \scriptstyle x} spre {\displaystyle \scriptstyle z}   ({\displaystyle \scriptstyle x{\mathcal {R}}z})

Pentru relația de echivalență se mai utilizează notațiile: x y (R) sau x=y (mod R) care se citește x este echivalent sau congruent cu y modulo R
În cazul proprietății culoare, relația de echivalență se numește izocromie, pentru forma corpurilor " asemănare geometrică, pentru încălzire  echilibrul termic, pentru depărtarea sau distanța dintre două perechi puncte, relația de echivalență se realizează prin suprapunerea prin translație a capetelor segmentelor de drepte care sunt date de cele două perechi de puncte.

## Clase de echivalență
O relație de echivalență {\displaystyle \scriptstyle {\mathcal {R}}_{e}} împarte elementele mulțimii {\displaystyle \scriptstyle E} în clase de echivalență disjuncte {\displaystyle \scriptstyle {\mathcal {C}}_{x}\subset E}, cu alte cuvinte un element {\displaystyle \scriptstyle x} aparține unei și numai unei clase de echivalență. Oricare dintre elementele {\displaystyle \scriptstyle x} ale unei clase de echivalență {\displaystyle \scriptstyle {\mathcal {C}}_{x}} este reprezentant al clasei respective. Fiecare clasă de echivalență {\displaystyle \scriptstyle {\mathcal {C}}_{x}}  este o parte (submulțime) a mulțimii {\displaystyle \scriptstyle E} iar mulțimea claselor de echivalență se numește mulțime cât în raport cu {\displaystyle \scriptstyle E}, notată de regulă prin simbolul {\displaystyle \scriptstyle E|{\mathcal {R}}_{e}}. Fiecare element {\displaystyle \scriptstyle x} al mulțimii {\displaystyle \scriptstyle E} are în baza relației de echivalență o proprietate și clasei de echivalență {\displaystyle \scriptstyle {\mathcal {C}}_{x}} îi corespunde o specie de proprietăți fizice; elementele aceleiași clase de echivalență au aceeași proprietate din specia considerată. De exemplu, clasele de echivalență ale speciei de proprietăți culoare sunt: albastru, galben, rosu, etc.
Cunoașterea în mod obiectiv a unei relații de echivalență între elementele unei mulțimi de proprietăți fizice este necesara și suficientă pentru definirea riguroasă a speciilor de proprietăți, dar este insuficientă pentru caracterizarea speciilor de mărimi fizice Pentru definirea exactă a speciilor de mărimi fizice este nevoie ca pe mulțimea proprietăților obiectelor {\displaystyle \scriptstyle E} să existe o relație de ordonare totală prin care proprietățile devin comparabile cantitativ.